# Index Librorum Prohibitorum
L'Index Librorum Prohibitorum era una llista negra de llibres prohibits per l'Església catòlica pel seu contingut considerat herètic, immoral o incitador a la desviació. El censor librorum era en cada diòcesi la persona encarregada del control dels llibres. Podia atorgar l'imprimatur o prohibir-ne la publicació.
Amb la invenció de la impremta, que va facilitar la difusió de llibres fora de l'espai tancat de les biblioteques de les abadies i capítols, i l'adveniment de la Reforma Protestant, la Contrareforma començà amb el Concili de Trento, i la Inquisició va treballar activament per evitar la difusió d'idees herètiques a Espanya des que l'Edicte de Worms del 1521 de l'emperador Carles V va declarar Martí Luter pròfug i heretge, prohibint-ne les obres. Es van elaborar successius Index Librorum Prohibitorum, dels quals va aparèixer el primer a Roma el 1559 pel papa Pius V. Aquests índexs eren llistes de llibres prohibits per raons d'ortodòxia religiosa que ja eren comunes a Europa una dècada abans que la Universitat de París en publiqués el primer en 1544, A Espanya, el primer volum fou publicat el 1551 en forma de reimpressió del publicat a la Universitat de Lovaina el 1546 per ordre de Carles V, amb un apèndix dedicat als llibres espanyols. Els índexs incloïen una enorme quantitat de llibres de tota mena, encara que prestaven especial atenció a les obres religioses i, particularment, a les traduccions vernacles de la Bíblia, però també llibres científics i obres de ficció. Les llistes de llibres prohibits per l'església van començar quan Exuperi de Tolosa, que consultava sobre el cànon de la Bíblia i el comportament dels religiosos, va rebre d'Innocenci I la carta Consulenti Tibi el 405, que contenia una llista de les escriptures canòniques i una sèrie d'escrits que no només s'havien de repudiar, calia prohibir-los (et si qua sunt alia, non solum repudianda, veram etiam noveris esse damnada), que fou ampliat per Gelasi I en 496 amb el Decret Gelasianum. La darrera edició fou el 1948 per Pius XII, i va ser abolit definitivament el 1966.
Alguns exemples notables d'escriptors inclosos en la llista són: Epicur, Isaac Newton, Nicolau Copèrnic, René Descartes, Gustave Flaubert, Jean-Paul Sartre, Giordano Bruno, Thomas Hobbes, Nikos Kazantzakis o Simone de Beauvoir, entre d'altres. L'elecció dels autors i la persecució dels qui difonien o llegien obres prohibides anava a càrrec de la Inquisició, dins les seves tasques per a protegir la fe.
En el món catòlic, els llibres prohibits es conservaven en un dipòsit o armari tancat, anomenat infern i només accessible amb permís especial.